# Langennaundorf

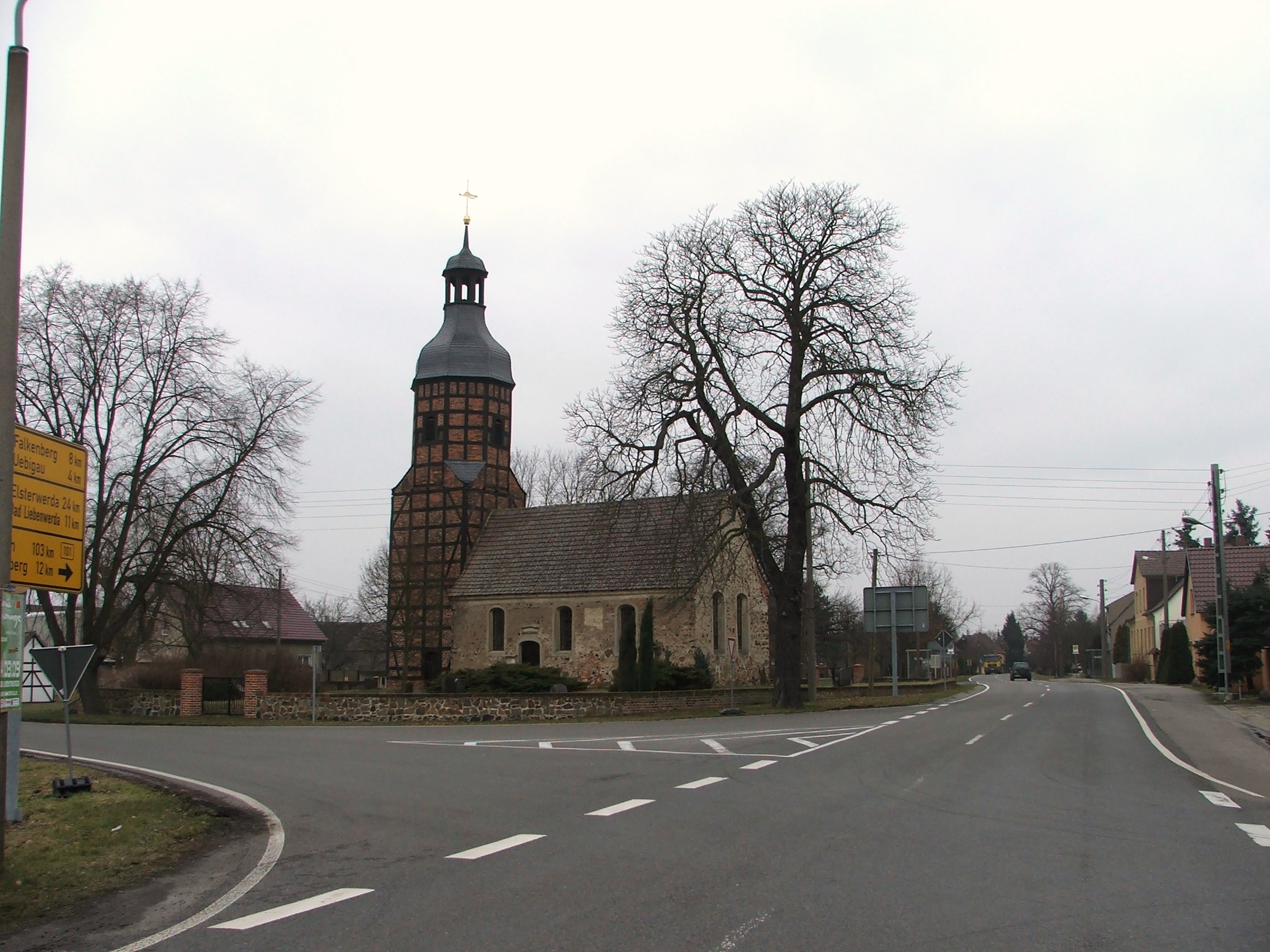
Die Kirche in Langennaundorf

Langennaundorf auf einer geschichtlichen Karte des Kreises Liebenwerda (1910).

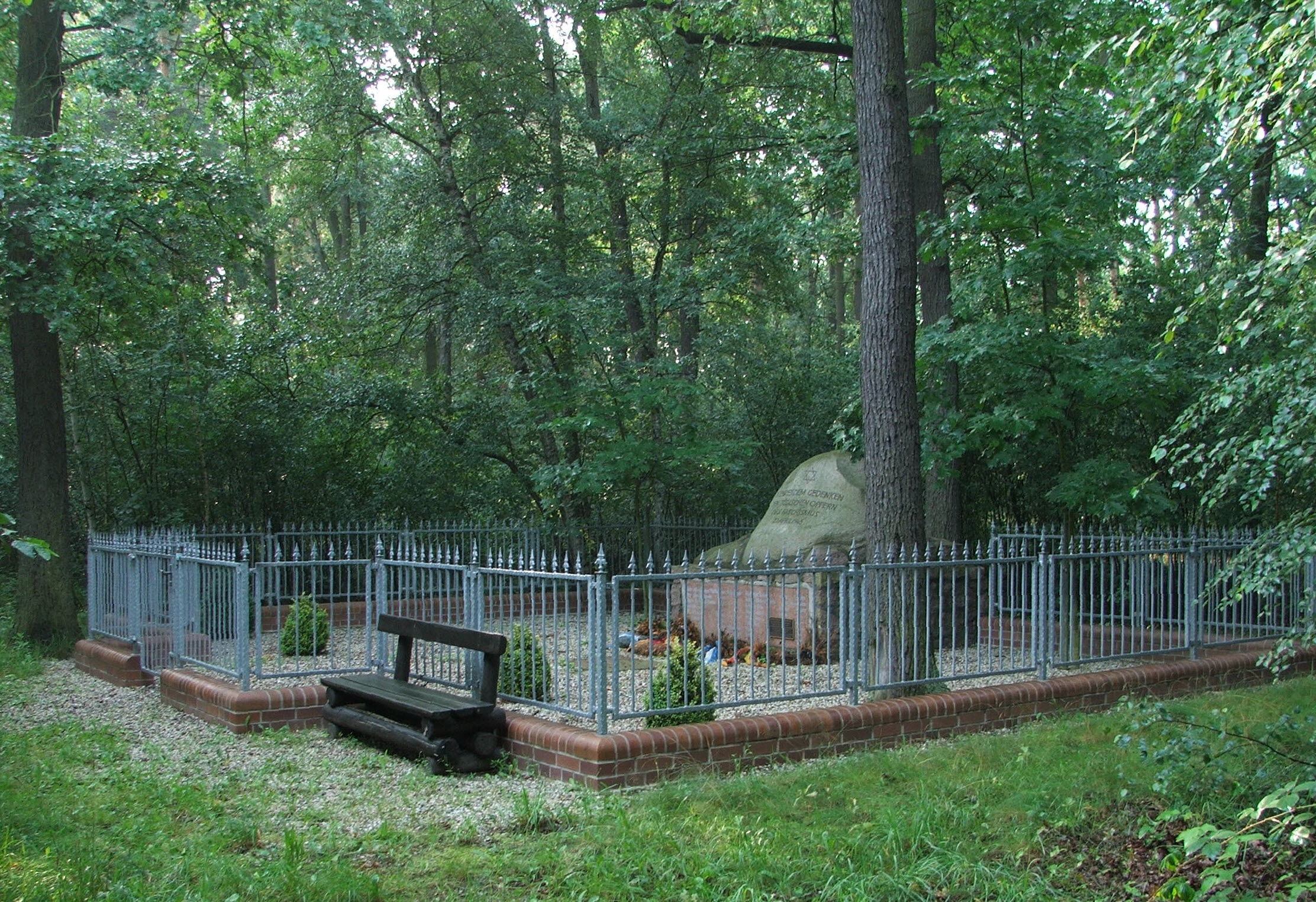
Gedenkstätte Langennaundorf am Bahnkilometer 101,6

Langennaundorf ist ein Ortsteil der Gemeinde Uebigau-Wahrenbrück im Landkreis Elbe-Elster in Brandenburg.

## Geographische Lage
Langennaundorf liegt am Kreuzungspunkt der B 101 zwischen Berlin und Dresden und der L 60 zwischen Finsterwalde und Falkenberg/Elster.
Als ein typisches Angerdorf ist es geprägt durch die zahlreichen Angerwege und die mit rotem und gelbem Klinker besetzten Bauernhöfe.

## Geschichte
Die Ortschaft wurde 1303 erstmals urkundlich als Nuwendorf erwähnt. Hier führte eine ehemalige Handelsstraße (Salzstraße) von Halle (Saale)-Leipzig-Torgau kommend nach Breslau.
Das Dorf unterstand bis zur Reformation dem Zisterzienser-Kloster Dobrilugk.
Langennaundorf war durch Ackerbau und Viehzucht geprägt. 1835 zählte das Dorf 47 Wohnhäuser mit 234 Einwohnern. An Vieh wurden 47 Pferde, 248 Stück Rindvieh und 19 Schweine gezählt.
Erst durch den beginnenden Bergbau im Braunkohletagebau-Gebiet Wildgrube/Tröbitz/Domsdorf fanden die Einwohner eine weitere Erwerbsmöglichkeit.
Kurz vor Ende des Zweiten Weltkriegs war Langennaundorf Station des Verlorenen Zuges, der im April 1945 ca. 2500 jüdische Häftlinge vom KZ Bergen-Belsen ins KZ Theresienstadt bringen sollte. Der Zug hielt in der Nähe von Langennaundorf bei Kilometer 101,6, da die Weiterfahrt aufgrund der zerstörten Brücke über die Schwarze Elster nicht möglich war. Er musste umkehren und strandete schließlich am 23. April in Tröbitz. Heute erinnert ein Gedenkstein an die Opfer.
Am 31. Dezember 1998 wurde Langennaundorf in die Stadt Uebigau eingemeindet.

### Bevölkerungsentwicklung
| Jahr | Einwohner |  | Jahr | Einwohner |  | Jahr | Einwohner |  | Jahr | Einwohner |
| ---- | --------- |  | ---- | --------- |  | ---- | --------- |  | ---- | --------- |
| 1835 | 234       |  | 1939 | 378       |  | 1985 | 352       |  | 1994 | 334       |
| 1875 | 300       |  | 1946 | 526       |  | 1989 | 343       |  | 1995 | 339       |
| 1890 | 330       |  | 1950 | 546       |  | 1990 | 343       |  | 1996 | 331       |
| 1910 | 350       |  | 1964 | 403       |  | 1991 | 349       |  | 1997 | 339       |
| 1925 | 378       |  | 1971 | 397       |  | 1992 | 349       |  | 2016 | 264       |
| 1933 | 382       |  | 1981 | 373       |  | 1993 | 337       |  | 2019 | 247       |

## Kultur und Sehenswürdigkeiten

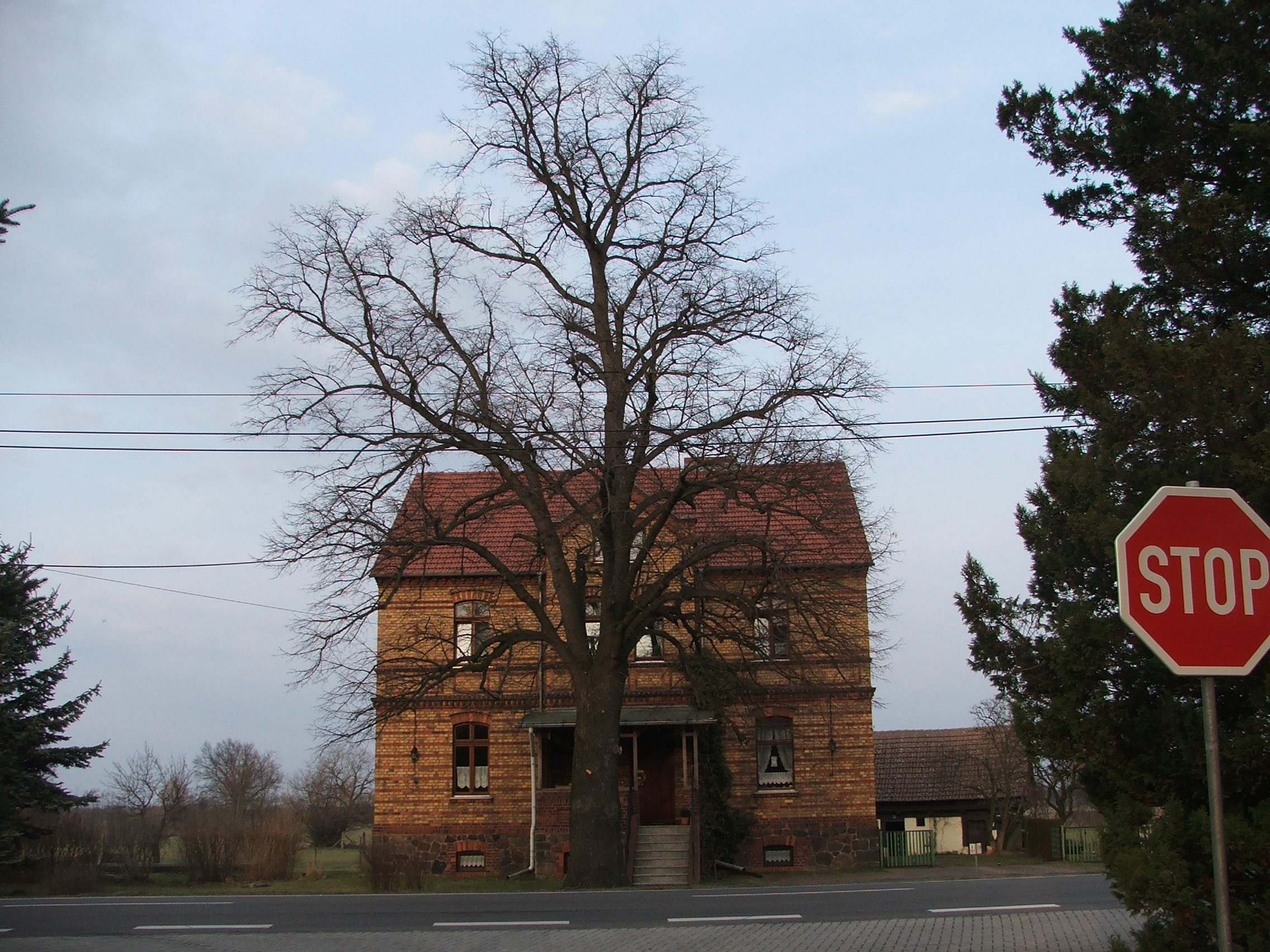
Pfarrhaus

### Bauwerke und Gedenkstätten
→ Siehe auch: Liste der Baudenkmale in Uebigau-Wahrenbrück
- Dorfkirche Langennaundorf
- Denkmalgeschütztes Pfarrhaus mit Stallspeicher in der Dorfstraße 19.
- Gedenkstätte für den „Verlorenen Zug“ am Bahnkilometer 101,6

### Vereinsleben und regelmäßige Veranstaltungen
Alljährlich wird am 22. April an der Gedenkstätte am Bahnkilometer 101,6 der Opfer des „Verlorenen Zuges“ mit einer Gedenkfeier gedacht. Im Juni findet jedes Jahr das „Dorf- und Kinderfest“ statt.
Ortsansässige Vereine sind unter anderem die örtliche Freiwillige Feuerwehr sowie ein Kleingärtnerverein.